# Jakob Helling
Jakob Helling (* 1990 in Bielefeld) ist ein deutscher Jazzmusiker (Trompete, Komposition).

## Leben und Wirken
Helling war Jungstudent in Bremen und machte seinen Bachelor 2016 im Fach Jazz-Trompete an der Folkwang Universität in Essen. Zu dieser Zeit gehörte er dem Bundesjazzorchester an (Groove and the Abstract Truth). Dann absolvierte er ein Masterstudium im Fach Komposition an der Universität für Musik und darstellende Kunst Graz bei Ed Partyka. Anfang 2019 stellte er eigene Werke mit seiner 17-köpfigen Concert Big Band auf einer Debüt-Tour in Österreich vor; Aufnahmen davon wurden von Roman Schwaller gemischt und als Live-Album veröffentlicht. Die CD Klang der Psalmen enthält einen Bläsersatz von ihm. Er ist zudem auf Alben des Concept Art Orchestra aus Prag zu hören und hat 2020 mit dem Subway Jazz Orchestra in Köln zusammengearbeitet. 2021 schrieb er Arrangements für die Deutsche Kammerphilharmonie Bremen, die im Zuge des "Music Swap Labs" veröffentlicht wurden.
Mit seiner Jakob Helling Concert Big Band gewann er sowohl den Förderpreis des Carrer Service Centers der Kunstuniversität in Graz als auch einen Würdigungspreis dieser Institution. 